# Moue
Pour les articles homonymes, voir Moue (homonymie).
Pour les articles ayant des titres homophones, voir Mou, Mout et Moût.

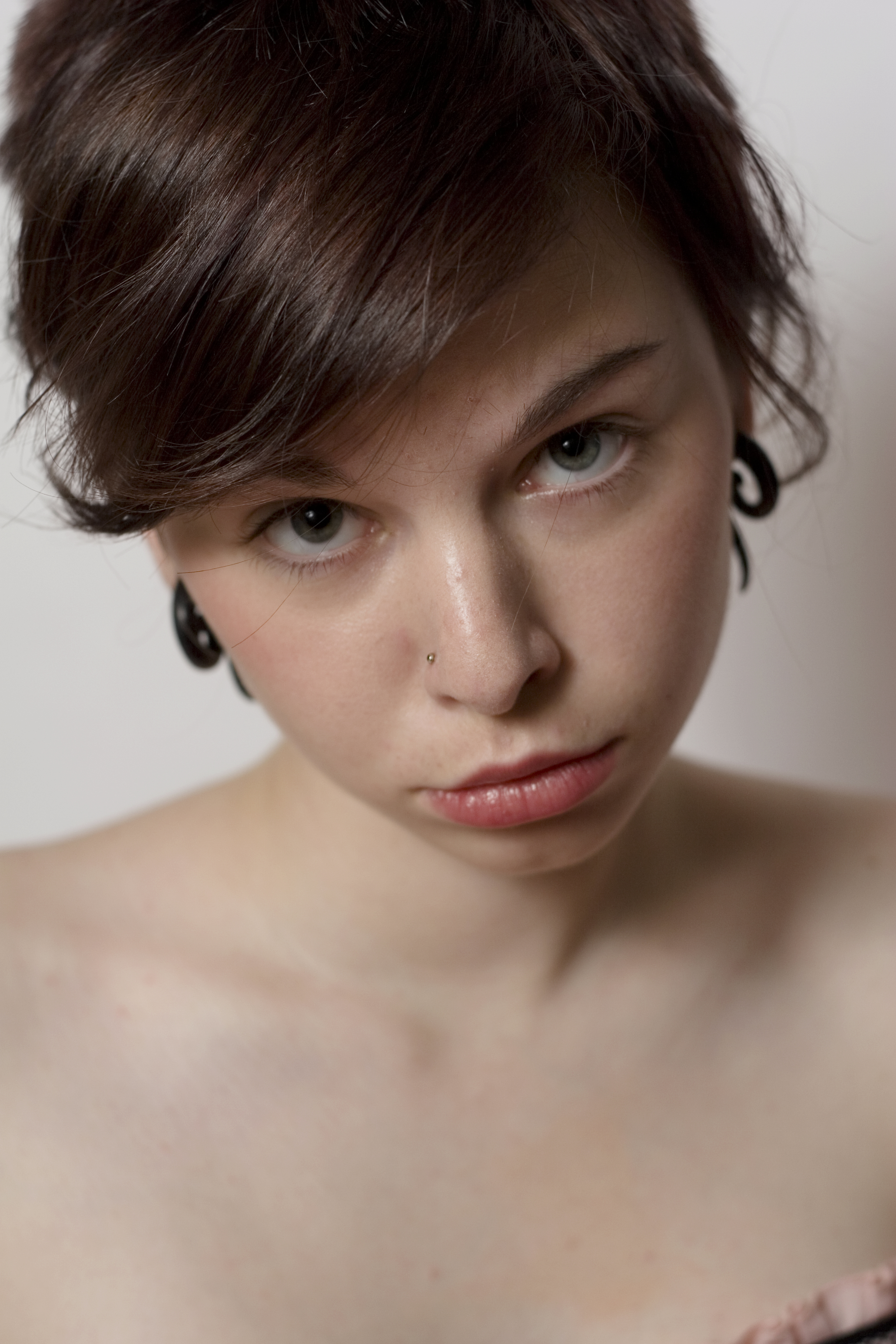
Femme faisant la moue.

La moue est une grimace faite en rapprochant et en allongeant les lèvres. Montrée de manière ostensible, elle manifeste notamment la déception, le dépit, la dérision, l'ennui, le mécontentement, le mépris ou encore le scepticisme,.